# Ualand Station
Ualand Station (Ualand stasjon) er en tidligere jernbanestation på Sørlandsbanen, der ligger ved et mindre byområde i Lund kommune i Norge.
Stationen åbnede 1. november 1904 som en del af Flekkefjordbanen, der var taget i brug en måned før mellem Egersund og Flekkefjord. Oprindeligt hed den Ueland og havde status som holdeplads, men den blev opgraderet til station omkring 1913, og i april 1921 skiftede den navn til Ualand. I 1944 indgik strækningen mellem Egersund og Sira, hvor Ualand ligger, i Sørlandsbanen. Stationen blev fjernstyret 22. maj 1966. Betjeningen med persontog ophørte 2. juni, hvorefter den tidligere station har haft status som fjernstyret krydsningsspor.